# Deathcore
 Ovo je glavno značenje pojma Deathcore. Za druga značenja pogledajte Deathcore (razdvojba).
Deathcore je fuzijski glazbeni žanr, koji spaja death metal s metalcoreom i hardcore punkom.
Pionirima deathcorea se smatraju sastavi Antagony i Despised Icon, a veću popularnost stječe krajem 2000-ih, zahvaljujući sastavima kao što su Bring Me The Horizon, Suicide Silence i Whitechapel.